# 24首前奏曲 (肖斯塔科维奇)

五度圈

《24首前奏曲》，作品号34为德米特里·肖斯塔科维奇于1933年创作并亲自首演的一组短小的钢琴小品。此套组曲的分曲依五度圈顺序排列，在每个大小调上各作一曲前奏曲。

## 作曲背景
紧随着歌剧《姆岑斯克郡的麦克白夫人》作曲工作之告成，肖斯塔科维奇于1932年12月开始创作此套前奏曲。全曲的创作基本在列宁格勒完成，惟其第8分曲作于莫斯科。1933年3月组曲谱毕，同年5月肖斯塔科维奇本人在莫斯科作其首演。肖氏创作此曲，相当重要的目的是为重新开始公开演出：自于1927年肖邦国际钢琴比赛中失利之后，其人从1930年始即停止了公开表演。首演过后两年，于1935年此套组曲由苏联国家音乐出版社（简称为Muzgiz）出版。

## 分析
本组套曲相较于作曲家另一部在24个大小调上创作的钢琴曲集《24首前奏曲与赋格》（作品号87）而言知名度远逊，然亦有自身鲜明的特点。曲集中各分曲色彩多变，形象丰富，对比尖锐，既承作曲家早期作品之风，又开其后创作之先。1933年10月肖氏的第1号钢琴协奏曲首演大获成功，其创作契机即为肖氏于本文所述前奏曲谱毕之后旋即感到之对更多钢琴作品的创作需求。
就曲式而言，作曲家为各分曲采用的曲式皆为较为简单的一部曲式或二部曲式，于织体则既有主音音乐又有复音音乐。虽然全曲篇幅短小，演奏难度相对较低，但各分曲节奏丰富多样，感情色彩从戏剧性到抒情性而至于讽刺性不一而足，体现出用不复杂的旋律表现鲜明音乐形象之特点。此外作曲家于此部作品中使用拼贴等技法，将前代及当代作曲家之作品风格乃至当时流行曲调之元素等各种要件融入组曲之中，在演奏中力度、音色等要素频繁变化乃至出现突变，是为作品现代性之表现。
肖斯塔科维奇创作中之一显著特点在于汲取犹太音乐风格，其同于1933年创作之第1号钢琴协奏曲中即有“犹太动机”之引入，为作曲家在相关方面之一早期实践。实际上本文所述组曲中亦存在部分犹太音乐元素：在组曲中之第6首中作曲家采用具有犹太音乐特征之节奏，造成节奏铿锵之听感。

## 改编
小提琴家德米特里·齐加诺夫（俄語：Дмитрий Цыганов）于20世纪30年代将组曲中的4首改写为小提琴与钢琴合奏的版本。肖斯塔科维奇发表声明提到：“当我听到这组改编时，当时就忘了我实际上是给钢琴写的这套前奏曲。听起来太有小提琴的感觉了。”于1937年其改编本出版之前，肖氏本人亦对其进行了部分修改。其后齐加诺夫又于1961年及1963年在苏联分两次出版了组曲中另15首分曲的改编本：1961年出版者为其中10首的改编本，1963年出版者为其中5首并30年代改编之4首一共9首的改编本（此本于苏联国外早在1956年即于纽约出版）。2000年时，作曲家兼钢琴家对齐加诺夫未作改动的5首前奏曲作了小提琴与钢琴合奏的改编。后其人又对全部24首分曲作大提琴与钢琴合奏的改编，并于2008年7月首演。